# Сядотаяха
Сядотаяха (устар. Сядата-Яха) — река в Приуральском районе Ямало-Ненецкого АО.

## Происхождение названия
Гидроним «Сядотаяха» ненецкого происхождения. В ненецком языке «сядо-та» причастие от глагола обладания «сядоць» — иметь возвышенности, («ся» -горный кряж, высокий берег). Река с высокими кряжистыми берегами.

## Описание
Исток река берёт в озере Большое Сядатато. Направление течения — южное. Устье реки находится в 8 км от устья Немуръёгана по левому берегу. Длина реки составляет 17 км.
В реку впадают ручьи: Графитовый (пр), Короткий (лв), Раздвоенный (лв), Лидашор (пр), Новый (пр), Предозерный (лв). К бассейну реки Сядотаяха кроме озера Большое Сядатато принадлежит озеро Малое Сядатато.
Вдоль реки идёт вездеходная дорога. Ненцы в летнее время ставят на берегах свои чумы.
Русло реки лежит в зоне многолетней мерзлоты. Снежники на берегах Сядотаяхи за летний период не успевают растаять.
- Многолетнаяя мерзлота летом на Сядотаяхе

## Данные водного реестра
По данным государственного водного реестра России относится к Нижнеобскому бассейновому округу, водохозяйственный участок реки — Обь от города Салехард и до устья, речной подбассейн реки — бассейны притоков Оби ниже впадения Северной Сосьвы. Речной бассейн реки — (Нижняя) Обь от впадения Иртыша.
Код объекта в государственном водном реестре — 15020300212115300033893.